# Theridion t-notatum
Theridion t-notatum är en spindelart som beskrevs av Tord Tamerlan Teodor Thorell 1895. Theridion t-notatum ingår i släktet Theridion och familjen klotspindlar. Inga underarter finns listade i Catalogue of Life.